# 至厚里
至厚里，是台灣南部自清治時期至日治初期的一個行政區劃，其範圍即今屏東縣的恆春鎮東南部。
至厚里北邊為永靖里、安定里，東邊瀕臨太平洋，南邊瀕臨巴士海峽，西邊為宣化里。

## 管轄街庄
至厚里共轄1個庄：
- 今恆春鎮境內：鵝鑾鼻庄